# Atglen
Atglen es un borough ubicado en el condado de Chester en el estado estadounidense de Pensilvania. En el año 2000 tenía una población de 1217 habitantes y una densidad poblacional de 532 personas por km².

## Geografía
Atglen se encuentra ubicado en las coordenadas 39°56′53″N 75°58′26″O / 39.94806, -75.97389.

## Demografía
Según la Oficina del Censo en 2000 los ingresos medios por hogar en la localidad eran de $48 393 y los ingresos medios por familia eran $52 500. Los hombres tenían unos ingresos medios de $38 553 frente a los $25 125 para las mujeres. La renta per cápita para la localidad era de $17 732. Alrededor del 16,8% de la población estaba por debajo del umbral de pobreza.